# Adolf Aeschlimann Möbelfabrik
Die Schweizer Firma Adolf Aeschlimann Möbelfabrik AG stellte um 1910 in Meilen als erste in Westeuropa Sperrholzplatten her. Die Firma wandelte sich im Laufe des 20. Jahrhunderts zu einer Möbelfabrik und später zu einem Handelsunternehmen.

## Geschichte

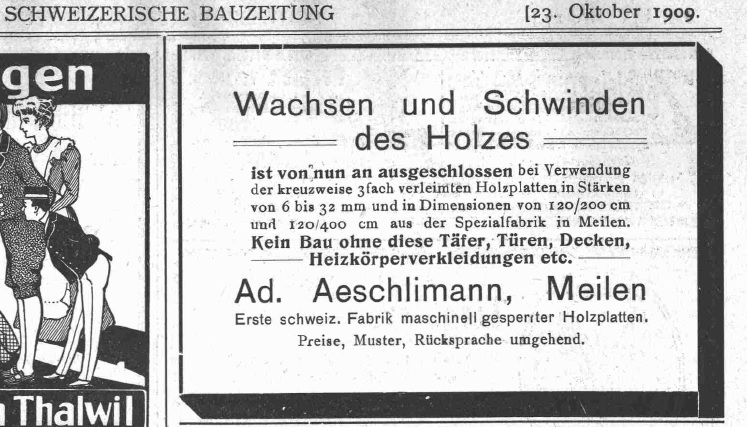
Inserat vom Oktober 1909.

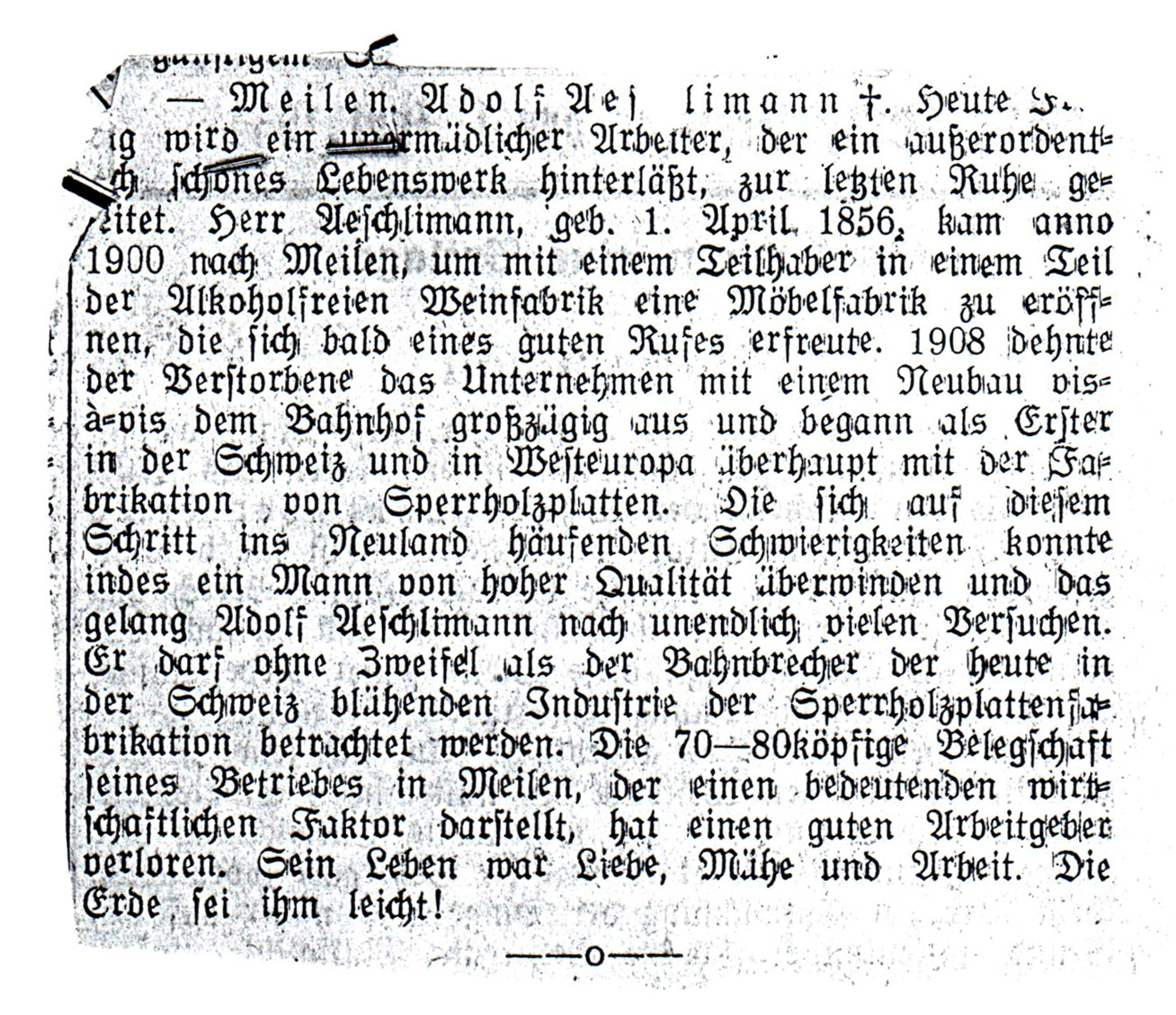
Zeitungsanzeige über das Ableben von Adolf Aeschlimann, Gründer der Möbelfabrik Ad. Aeschlimann.

Adolf Aeschlimann gründete 1896 in Zürich ein Unternehmen mit Spezialisierung auf Inneneinrichtungselemente wie Teppiche und Linoleumböden.
Gemeinsam mit einem Teilhaber namens Maag verlagerte er seine Geschäftstätigkeit nach Meilen bei Zürich, wo er 1900 in einem Teil der damaligen Fabrik für alkoholfreie Weine die Möbelproduktion auf Hotelzimmer-Einrichtungen spezialisierte.
1908 erweiterte Adolf Aeschlimann sein Geschäft um eine neu gebaute Produktionsstätte beim Bahnhof Meilen und stellte dort als Erster in Westeuropa Sperrholzplatten her. Zum Sortiment gehörten Möbel, welche bis zum Ersten Weltkrieg vorwiegend an die Schweizer Hotellerie verkauft wurden. Bei seinem Tod im Jahr 1932 beschäftigte Adolf Aeschlimanns Firma zwischen 70 und 80 Mitarbeiter, worauf Oscar Aeschlimann (1890–1973) die Geschäfte durch die wohl schwierigsten Zeiten des Bestehens der AG führte. Die Geschäftsbedingungen in den Jahren des Zweiten Weltkrieges wurden durch einen Grossbrand im Oktober 1942 zusätzlich erschwert.
Nach dem Zweiten Weltkrieg entwickelte sich die Sperrholzproduktion als zusehends ertragsschwach. Sich verschärfender Konkurrenzkampf in der Schweiz und billige Importe aus Finnland und Brasilien führten dazu, dass die Sperrholzsparte im Jahr 1954 eingestellt wurde.
Ab Ende der 40er-Jahre übernahm einer der Söhne von Oscar Aeschlimann, Oskar Aeschlimann jun. (1922–1981), sukzessive leitende Funktionen in der Firma währenddessen sich Oscar Aeschlimann altershalber zurückzog. Als Hersteller von Schlaf- und Wohnraummöbeln im gehobenen Preissegment wurde eine erfolgreiche Möbelproduktion bis 1975 fortgeführt, um sich schliesslich ab 1978 ganz dem Möbelgrosshandel zu widmen. Grund für die Einstellung der Produktion waren gestiegene Anforderungen zur Einhaltung der Umweltrichtlinien der Gemeinde Meilen.
Die ab 1975 frei werdenden Räumlichkeiten wurden schrittweise von der benachbarten Firma Produktions-AG (heute Midor) übernommen. Nachdem Oskar Aeschlimann 1981 verstorben war, wurde das Grosshandelsunternehmen Aeschlimann AG in vierter Generation von Rolf Aeschlimann (geb. 1950) übernommen.
Durch die veränderten Bedürfnisse für die Fortführung des Grosshandelsgeschäftes entschlossen sich die Aktionäre 1989, die Aktiengesellschaft zu veräussern. In fünfter Generation führt heute Daniel Aeschlimann das Unternehmen unter dem Namen Aeschlimann Handels GmbH.